# Grainville-Ymauville
Pour les articles homonymes, voir Grainville (homonymie).
Grainville-Ymauville est une commune française située dans le département de la Seine-Maritime en région Normandie.

## Géographie

### Description

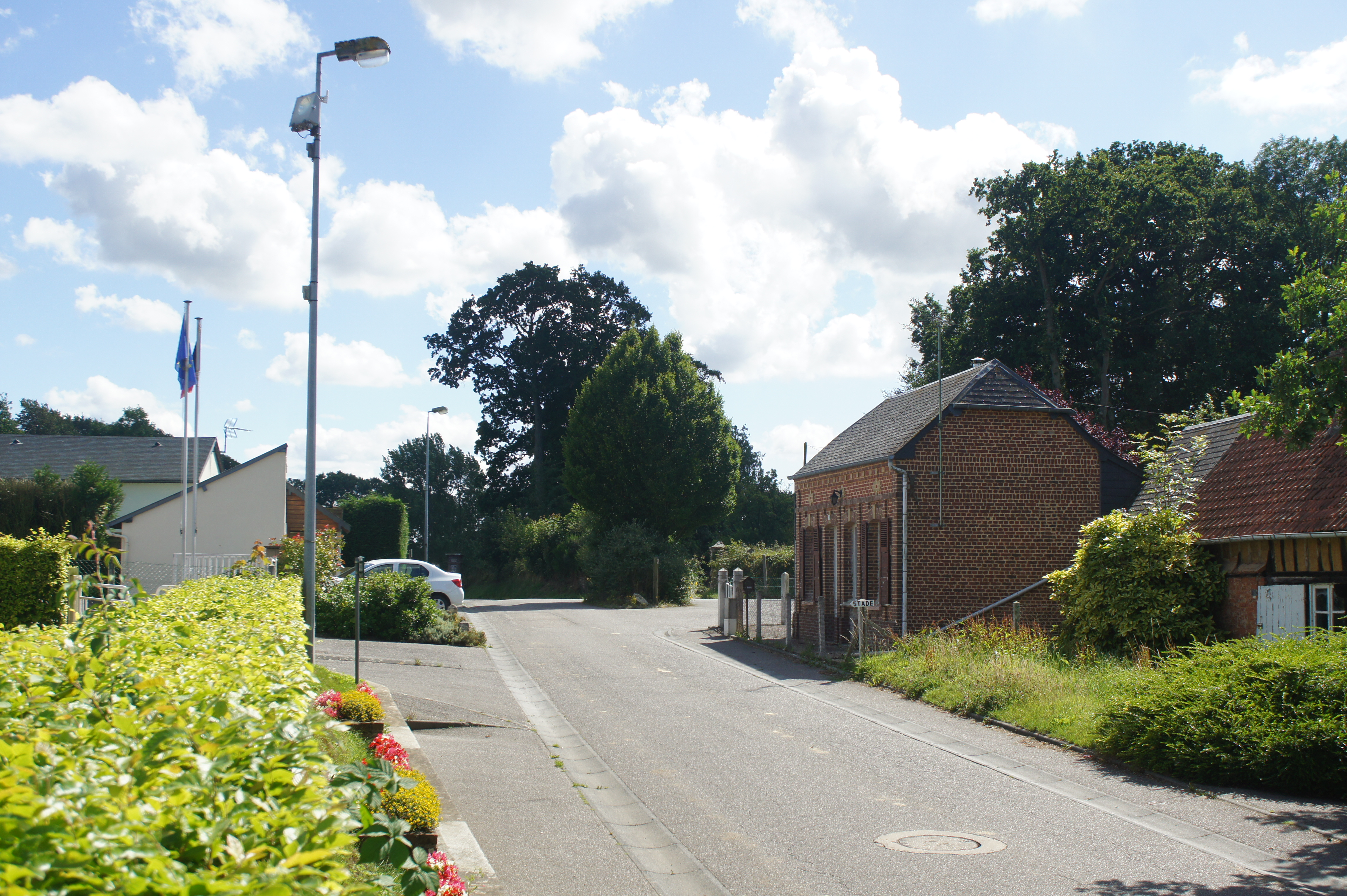
Paysage de la commune

Ce petit village se situe en Seine-Maritime.

### Communes limitrophes
|                           | Annouville-Vilmesnil | Angerville-Bailleul |
| Bretteville-du-Grand-Caux | Grainville-Ymauville | Gonfreville-Caillot |
| Goderville                | Bréauté              |                     |

### Hydrographie
La commune est située dans le bassin Seine-Normandie. Elle n'est drainée par aucun cours d'eau,.

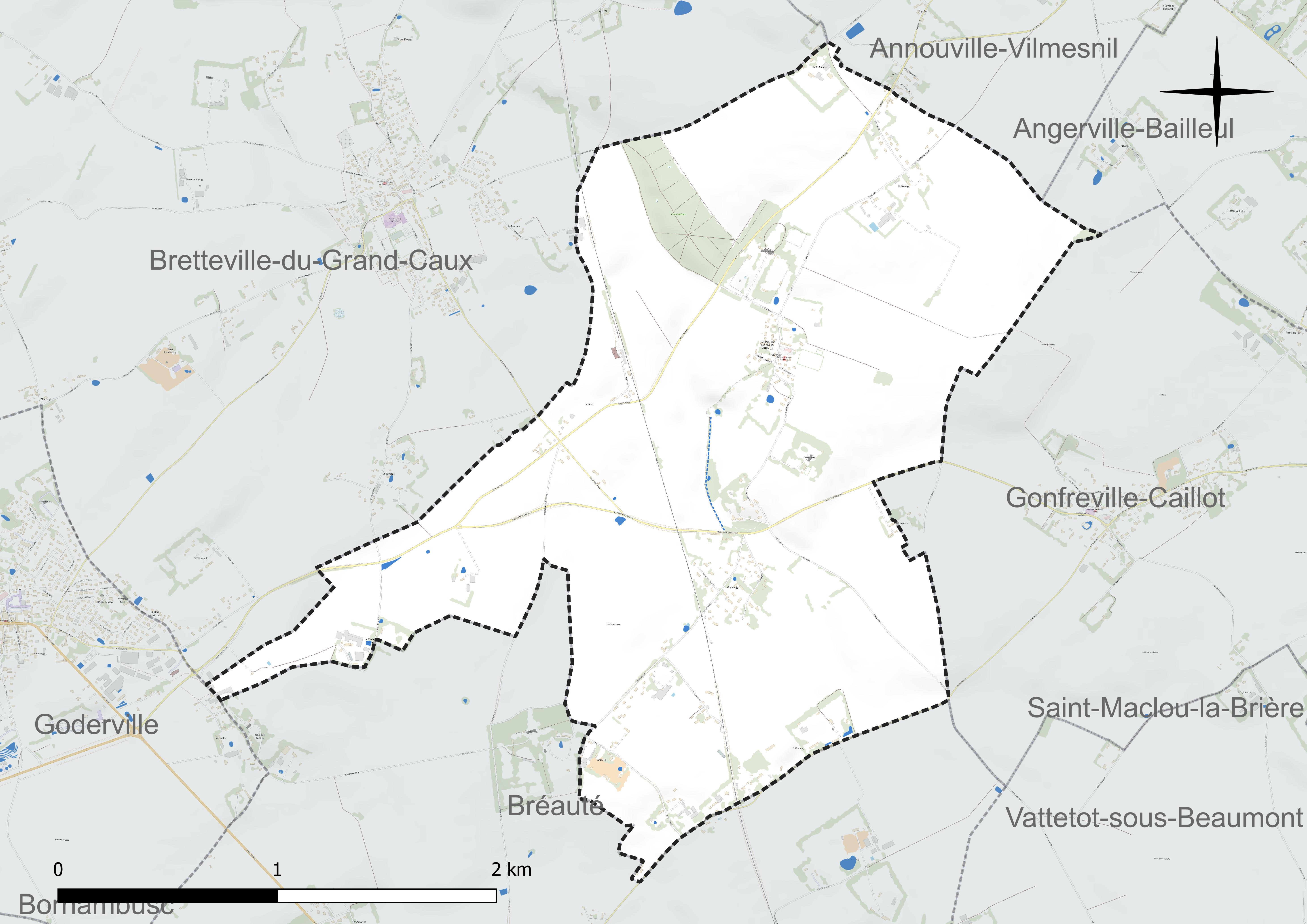
Réseau hydrographique de Grainville-Ymauville.

### Climat
Pour des articles plus généraux, voir Climat de la Normandie et Climat de la Seine-Maritime.
En 2010, le climat de la commune est de type climat océanique franc, selon une étude du CNRS s'appuyant sur une série de données couvrant la période 1971-2000. En 2020, Météo-France publie une typologie des climats de la France métropolitaine dans laquelle la commune est exposée à un climat océanique et est dans la région climatique Côtes de la Manche orientale, caractérisée par un faible ensoleillement (1 550 h/an) ; forte humidité de l’air (plus de 20 h/jour avec humidité relative > 80 % en hiver), vents forts fréquents. Parallèlement le GIEC normand, un groupe régional d’experts sur le climat, différencie quant à lui, dans une étude de 2020, trois grands types de climats pour la région Normandie, nuancés à une échelle plus fine par les facteurs géographiques locaux. La commune est, selon ce zonage, exposée à un « climat maritime », correspondant au Pays de Caux, frais, humide et pluvieux, légèrement plus frais que dans le Cotentin.
Pour la période 1971-2000, la température annuelle moyenne est de 10,3 °C, avec une amplitude thermique annuelle de 13,4 °C. Le cumul annuel moyen de précipitations est de 956 mm, avec 13,8 jours de précipitations en janvier et 8,9 jours en juillet. Pour la période 1991-2020, la température moyenne annuelle observée sur la station météorologique la plus proche, située sur la commune de Octeville-sur-Mer à 24 km à vol d'oiseau, est de 11,5 °C et le cumul annuel moyen de précipitations est de 790,7 mm,. Pour l'avenir, les paramètres climatiques de la commune estimés pour 2050 selon différents scénarios d’émission de gaz à effet de serre sont consultables sur un site dédié publié par Météo-France en novembre 2022.

## Urbanisme

### Typologie
Au 1er janvier 2024, Grainville-Ymauville est catégorisée commune rurale à habitat dispersé, selon la nouvelle grille communale de densité à sept niveaux définie par l'Insee en 2022.
Elle est située hors unité urbaine. Par ailleurs la commune fait partie de l'aire d'attraction du Havre, dont elle est une commune de la couronne,. Cette aire, qui regroupe 116 communes, est catégorisée dans les aires de 200 000 à moins de 700 000 habitants,.

### Occupation des sols
L'occupation des sols de la commune, telle qu'elle ressort de la base de données européenne d’occupation biophysique des sols Corine Land Cover (CLC), est marquée par l'importance des territoires agricoles (94,7 % en 2018), en augmentation par rapport à 1990 (91,7 %). La répartition détaillée en 2018 est la suivante : 
terres arables (78,3 %), prairies (13,6 %), zones urbanisées (4,3 %), zones agricoles hétérogènes (2,8 %), espaces verts artificialisés, non agricoles (1 %). L'évolution de l’occupation des sols de la commune et de ses infrastructures peut être observée sur les différentes représentations cartographiques du territoire : la carte de Cassini (XVIIIe siècle), la carte d'état-major (1820-1866) et les cartes ou photos aériennes de l'IGN pour la période actuelle (1950 à aujourd'hui).

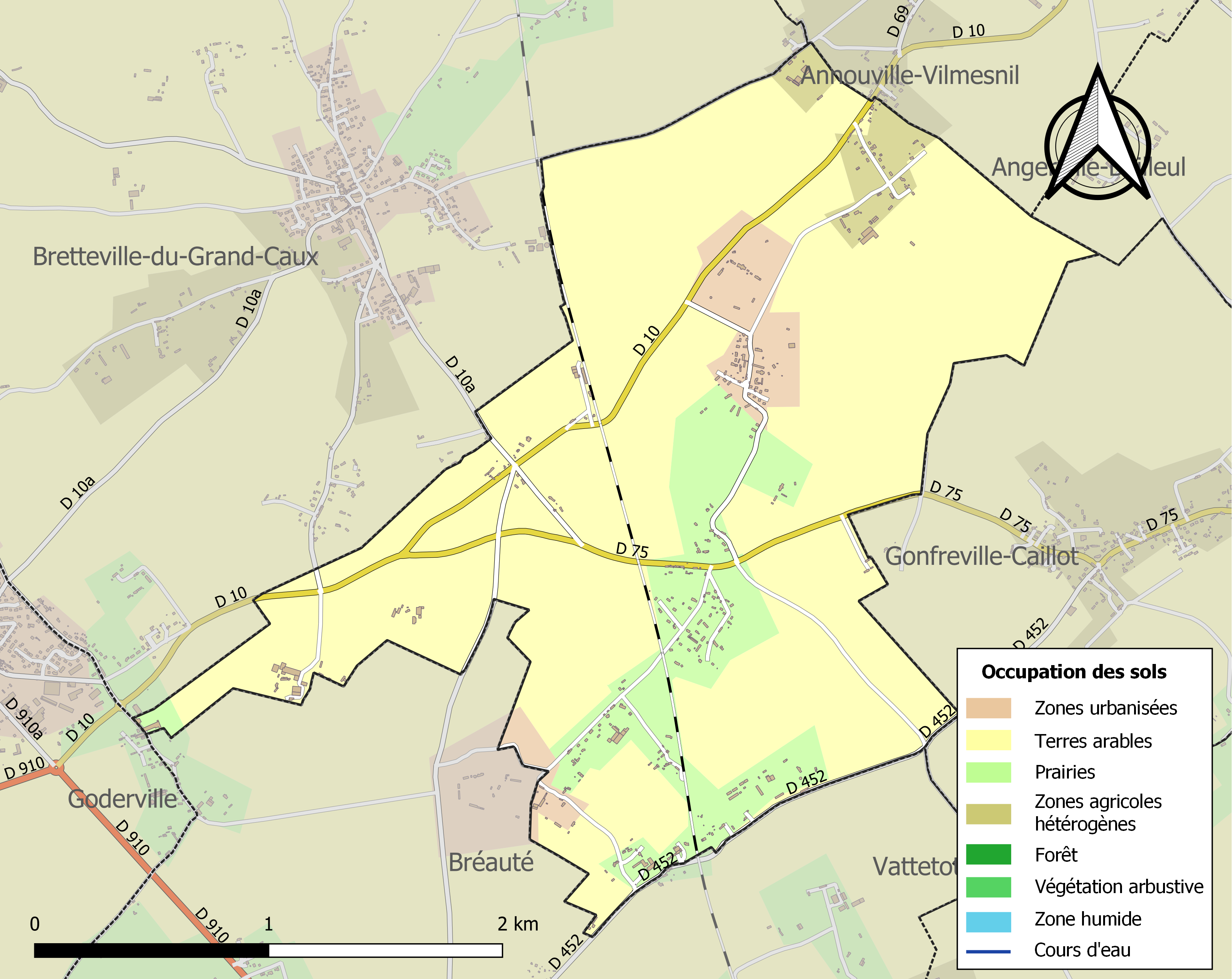
Carte des infrastructures et de l'occupation des sols de la commune en 2018 (CLC).

### Habitat et logement
En 2019, le nombre total de logements dans la commune était de 172, alors qu'il était de 166 en 2014 et de 161 en 2009.
Parmi ces logements, 94,2 % étaient des résidences principales, 3,5 % des résidences secondaires et 2,3 % des logements vacants. Ces logements étaient pour 99,4 % d'entre eux des maisons individuelles et pour 0,6 % des appartements.
Le tableau ci-dessous présente la typologie des logements à Grainville-Ymauville en 2019 en comparaison avec celle de la Seine-Maritime et de la France entière. Une caractéristique marquante du parc de logements est ainsi une proportion de résidences secondaires et logements occasionnels (3,5 %) inférieure à celle du département (4 %) mais supérieure à celle de la France entière (9,7 %). Concernant le statut d'occupation de ces logements, 90,7 % des habitants de la commune sont propriétaires de leur logement (90,5 % en 2014), contre 53 % pour la Seine-Maritime et 57,5 pour la France entière.
| Typologie                                               | Grainville-Ymauville | Seine-Maritime | France entière |
| ------------------------------------------------------- | -------------------- | -------------- | -------------- |
| Résidences principales (en %)                           | 94,2                 | 87,8           | 82,1           |
| Résidences secondaires et logements occasionnels (en %) | 3,5                  | 4              | 9,7            |
| Logements vacants (en %)                                | 2,3                  | 8,2            | 8,2            |

## Toponymie
Grainville-l'Alouette, avant sa fusion avec Ymauville  par ordonnance royale du 25 juin 1823.
Grainville est attesté sous les formes Girvini villa en 1006, Girvini viilam vers 1025, Gervini villa et Gervinivilla entre 1032 et 1035, Grainville Lalouette en 1793, Grainville-l'Alouette en 1801, Grainville-Ymauville en 1823.
Ymauville est attesté sous les formes Idmotvilla en 1154, Imotvilla en 1206 (Archives départementales de la Seine-Maritime, 14 H. 635), Imovilla en 1299 (Arch. S.-M. 18 H.), Imoville en 1412 (Arch. S.-M. tab. Rouen, reg. 15, f. 94 v.), Imauville en 1713 (Arch. S.-M. G. 3267, 3268, 737).

## Histoire

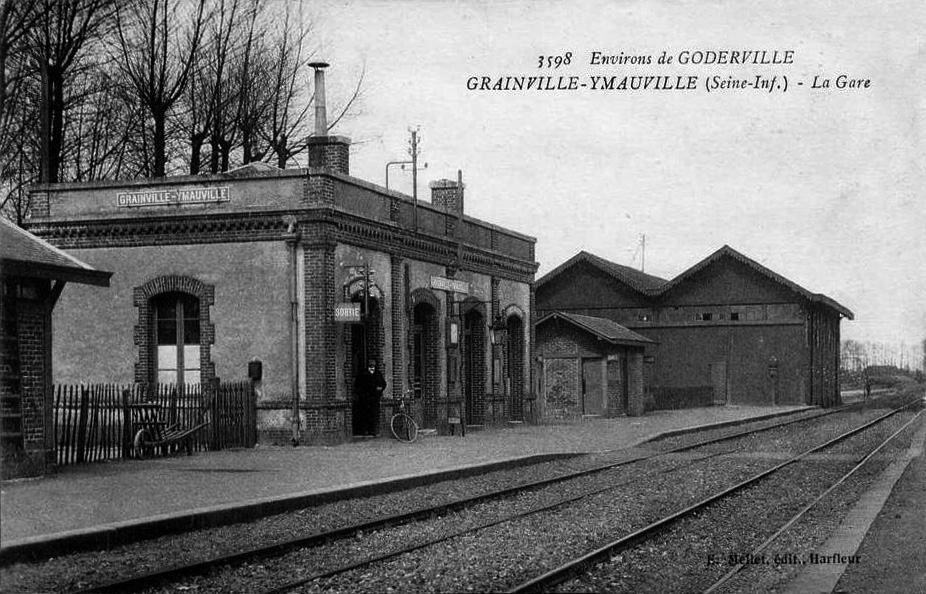
La gare dans les années 1900.

À l'origine, c'est la famille des Mares, puis des Mares de Trebons par la dernière fille de Trebons, qui avait les titres de marquis, comte et vicomte, qui en fut les seigneur. Les armes médiévales des des Mares sont d'azur à trois croissants d'argent.
La commune de Grainville-Lalouette, instituée par la Révolution française, absorbe en 1823 celle d'Ymauville et prend le nom de Grainville-Ymauville.
Le village a été desservi par la gare de Grainville-Ymauville, ouverte en 1858, sur la Ligne de Bréauté - Beuzeville à Fécamp.

## Politique et administration

### Rattachements administratifs et électoraux

#### Rattachements administratifs
La commune se trouve dans l'arrondissement du Havre du département de la Seine-Maritime.
Elle faisait partie depuis 1793 du canton de Goderville. Dans le cadre du redécoupage cantonal de 2014 en France, cette circonscription administrative territoriale a disparu, et le canton n'est plus qu'une circonscription électorale.

#### Rattachements électoraux
Pour les élections départementales, la commune est membre depuis 2014 du  canton de Saint-Romain-de-Colbosc
Pour l'élection des députés, elle fait partie de la neuvième circonscription de la Seine-Maritime.

### Intercommunalité
Grainville-Ymauville est membre de la communauté de communes Campagne de Caux, un établissement public de coopération intercommunale (EPCI) à fiscalité propre créé fin 1997  et auquel la commune a transféré un certain nombre de ses compétences, dans les conditions déterminées par le code général des collectivités territoriales.

### Liste des maires
| Période                                  | Période                    | Identité         | Étiquette | Qualité |
| ---------------------------------------- | -------------------------- | ---------------- | --------- | --- |
| Les données manquantes sont à compléter. |                            |                  |           | |
| mars 2001                                | mars 2008                  | Roland Adeline   | DVD       | |
| mars 2008                                | juillet 2020               | Patrice Roujolle |           | Préparateur en pharmacie |
| juillet 2020,                            | En cours (au 10 août 2020) | Serge Girard     |           | Conseiller financier, sportif de haut niveau, Détenteur de quatre records du monde de course à pied Président de la CC Terroir de Caux (2022 → ) |

## Démographie
L'évolution du nombre d'habitants est connue à travers les recensements de la population effectués dans la commune depuis 1793. Pour les communes de moins de 10 000 habitants, une enquête de recensement portant sur toute la population est réalisée tous les cinq ans, les populations de référence des années intermédiaires étant quant à elles estimées par interpolation ou extrapolation. Pour la commune, le premier recensement exhaustif entrant dans le cadre du nouveau dispositif a été réalisé en 2004.

En 2022, la commune comptait 423 habitants, en évolution de −4,3 % par rapport à 2016 (Seine-Maritime : +0,35 %, France hors Mayotte : +2,11 %).
| 1793 | 1800 | 1806 | 1821 | 1831 | 1836 | 1841 | 1846 | 1851 |
| ---- | ---- | ---- | ---- | ---- | ---- | ---- | ---- | ---- |
| 309  | 250  | 292  | 364  | 431  | 450  | 412  | 434  | 408  |

| 1856 | 1861 | 1866 | 1872 | 1876 | 1881 | 1886 | 1891 | 1896 |
| ---- | ---- | ---- | ---- | ---- | ---- | ---- | ---- | ---- |
| 450  | 464  | 435  | 495  | 519  | 458  | 453  | 456  | 386  |

| 1901 | 1906 | 1911 | 1921 | 1926 | 1931 | 1936 | 1946 | 1954 |
| ---- | ---- | ---- | ---- | ---- | ---- | ---- | ---- | ---- |
| 402  | 393  | 402  | 350  | 370  | 351  | 350  | 336  | 339  |

| 1962 | 1968 | 1975 | 1982 | 1990 | 1999 | 2004 | 2006 | 2009 |
| ---- | ---- | ---- | ---- | ---- | ---- | ---- | ---- | ---- |
| 287  | 255  | 232  | 317  | 334  | 392  | 397  | 401  | 411  |

| 2014 | 2019 | 2022 | - | - | - | - | - | - |
| ---- | ---- | ---- | - | - | - | - | - | - |
| 442  | 433  | 423  | - | - | - | - | - | - |

## Culture locale et patrimoine

### Lieux et monuments

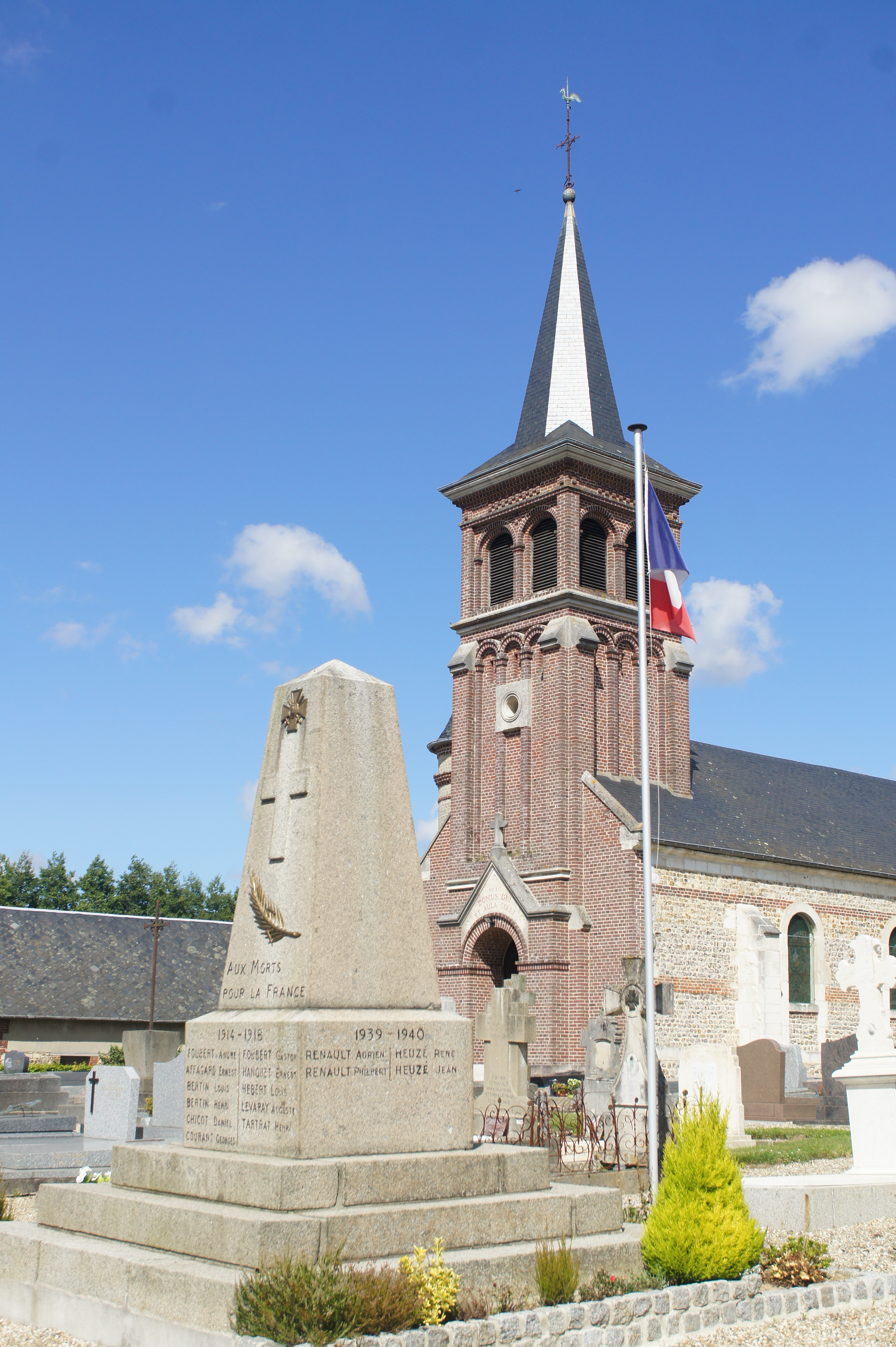
L'église, le cimetière et le monument aux morts

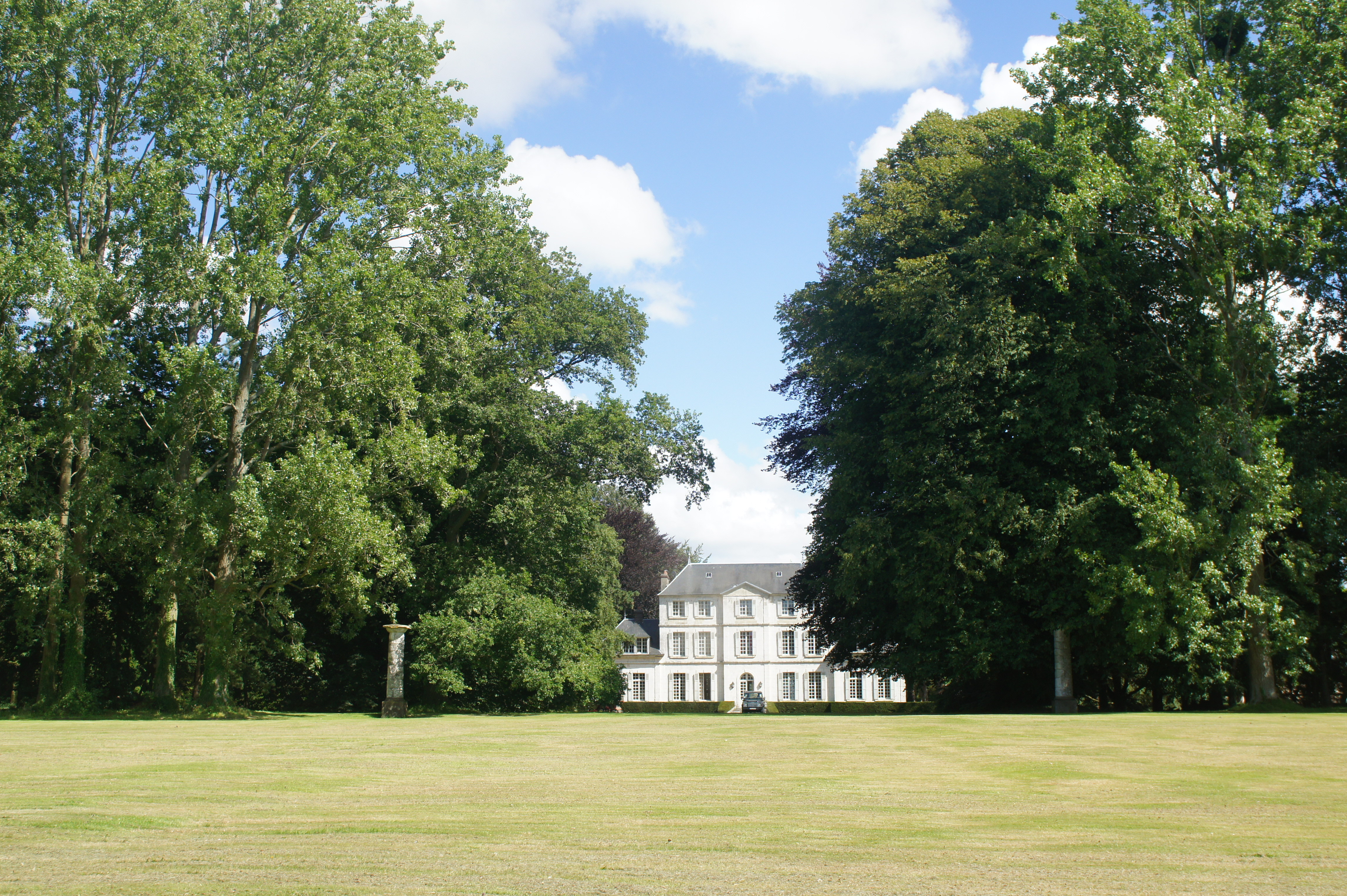
Le Château blanc

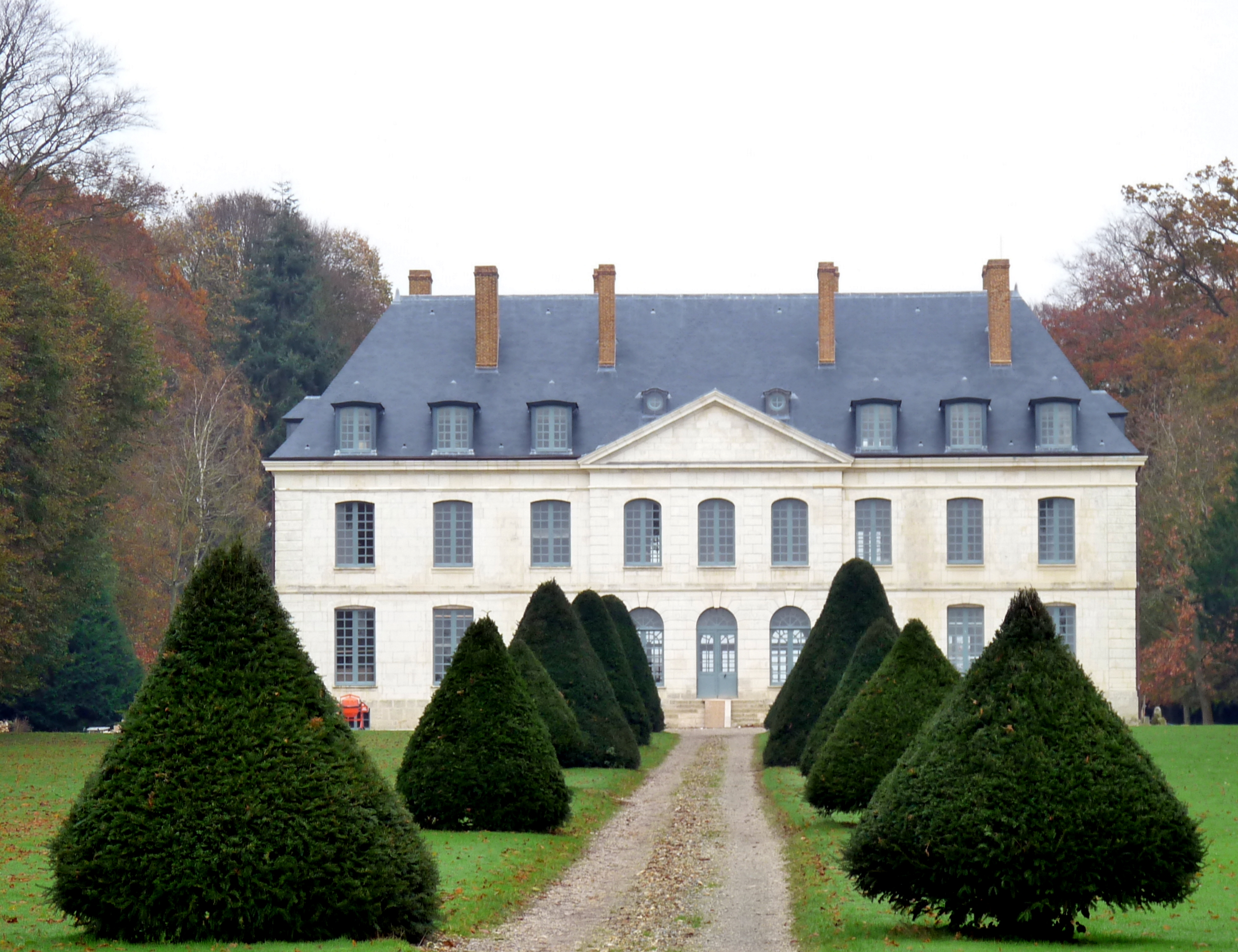
Trébons en 2013.

- Le Château Blanc, où vécut l'écrivain Guy de Maupassant de 1854 à 1859 et où naquit son frère Hervé. Il fut aussi, de 1964 à 2009, la résidence d'Édouard de Lobkowicz et de son épouse, née Françoise Marie de Bourbon-Parme. Le Château Blanc a largement inspiré Guy de Maupassant dans son premier roman Une vie. Un blockhaus, vestige de la Seconde Guerre mondiale, se trouve dans le parc. Ce château a été le lieu de réunions diplomatiques entre 1984 et 1994 entre les représentants des pays des blocs de l'est et de l'ouest.
- Domaine du château de Trébons[28],  Inscrit MH (2008). fief des comtes des Mares de Trébons, sans interruption pendant 400 ans (jusqu'en 1902), reconstruit en 1767 sur les plans de l'architecte Joseph-Abel Couture, dernier intendant des Bâtiments Royaux de l'Ancien Régime. Cette grande demeure de style classique, entièrement construite en pierre blanche, a vécu une restauration complète, sous la direction de Pierre Bortolussi, architecte en chef des Monuments historiques, après un incendie survenu le 13 décembre 2008.

### Personnalités liées à la commune
- Les comtes des Mares de Trébons, lieutenants des maréchaux de France sous Louis XIV, Louis XV, et Louis XVI, descendants de Laurent de Trébons, l'un des plus illustres Mousquetaires, compagnon d'armes de d'Artagnan et Vauban. Enseigne du 1er corps des Mousquetaires du roi, maître de camp, puis colonel de cavalerie, commandeur de l'Ordre militaire de Saint-Louis et de l'ordre de Saint-Lazare, Laurent de Trébons fut aussi l'exécuteur testamentaire du comte d'Artagnan[réf. nécessaire].
- Guy de Maupassant et son frère Hervé (qui y naquit) ont vécu au château blanc (château des Peuples) avec leur mère, Laure Le Poittevin.
- Le général Fonteneau et son épouse, née Des Mares de Trébons, reposent au cimetière de Grainville-Ymauville.
- Édouard de Lobkowicz, décédé le vendredi 2 avril 2010, repose au cimetière de Grainville-Ymauville avec ses deux fils.
- Le général Jacques Allard, ancien commandant des Forces Françaises stationnées en Allemagne de l'Ouest, est né au château de Trébons.
- Nicole Fontaine, ancienne présidente du Parlement européen et ancienne ministre française  de l'Industrie, est née à Grainville-Ymauville[29], au château de Trébons[réf. nécessaire].

### Héraldique
| Blason de Grainville-Ymauville | Blason  | D’azur au chevron d’argent accompagné en pointe d’une gerbe de blé de six épis d’or mis en éventail, au chef aussi d’argent chargé de trois roses de gueules tigées et feuillées de sinople. |
| Blason de Grainville-Ymauville | Détails | Le statut officiel du blason reste à déterminer. |

### Dans les arts et la culture
Guy de Maupassant fait du Château blanc le lieu de son premier roman, Une vie.
Les statuettes distribuées à l'occasion de la cérémonie des César du cinéma sont fabriqués à la fonderie d'art Bocquel située à Grainville-Ymauville.